# Hypo-Meeting 2019
Hypo-Meeting 2019 – mityng lekkoatletyczny w wielobojach, który odbył się 25 i 26 maja w Götzis w Austrii. Mityng był drugą odsłoną cyklu IAAF Combined Events Challenge w sezonie 2019.

## Rezultaty
| Konkurencja:           | 1. miejsce                | Rezultat        | 2. miejsce               | Rezultat     | 3. miejsce    | Rezultat     |
| Dziesięciobój mężczyzn | Damian Warner             | 8711 pkt. WL    | Lindon Victor            | 8473 pkt. SB | Maicel Uibo   | 8353 pkt. SB |
| Siedmiobój kobiet      | Katarina Johnson-Thompson | 6813 pkt. WL PB | Laura Ikauniece-Admidiņa | 6476 pkt. SB | Xénia Krizsán | 6469 pkt. PB |